# Adda Gleason
Adda Gleason (19 de dezembro de 1888 – 6 de fevereiro de 1971) foi uma atriz norte-americana da era do cinema mudo.

## Filmografia selecionada
- The Old Soak (1926)
- How Baxter Butted In (1925)
- That Devil, Bateese (1918)
- Ramona (1916)
- The Voice in the Fog (1916)
- To Be Called For (1914)
- The Livid Flame (1914)